# Walter fitz Alan, 1. High Steward of Scotland
Walter fitz Alan (auch Walter Fitzalan; Walter the Stewart, lateinisch Walter filio alani Dapifero) (* um 1110; † 1177) war ein schottischer Adliger aus dem Haus FitzAlan. Er wurde erblicher High Steward of Scotland und ist der Stammvater des Hauses Stewart.

## Herkunft
Walter war der dritte Sohn von Alan fitz Flaad aus dessen Ehe mit Aveline, einer Tochter des Arnulph de Hesding, Seigneur de Hesdin. Sein Vater stammte aus der Bretagne und hatte im Dienst für König Heinrich I. von England Oswestry Castle in Shropshire und erhebliche weitere Ländereien in England erworben. Sein älterer Bruder William fitz Alan erbte nach dem Tod des Vaters um 1114 Oswestry und die anderen englischen Besitzungen.

## Aufstieg zum Steward der Könige der Schotten
Als jüngerer Sohn hatte Walter wenig Hoffnung auf das väterliche Erbe. Er trat um 1136 in den Dienst des schottischen Königs David I. und wurde zu einem engen Vertrauten des Königs. Gegen Ende der Herrschaft von David I. erhielt er das Amt des Dapifer (englisch Steward) des Königs. Dieses Amt behielt er auch während der Herrschaft von Malcolm IV., dem Enkel und Nachfolger von David I., der ihm das Amt als Erbamt bestätigte, und während der Herrschaft von Malcolms Bruder Wilhelm I. Walter erhielt von den Königen umfangreiche Ländereien, darunter Renfrew, die nördliche Hälfte von Kyle im Zentrum von Ayrshire sowie Besitzungen in Berwickshire, Roxburghshire und Haddingtonshire. Einen Teil dieser Ländereien gab Walter als Lehen an anglonormannische Ritter weiter, die wie er teils aus den Welsh Marches stammten. Als ihm 1157 von Malcolm IV. die Erblichkeit des Amts des Dapifer bestätigt wurde, war Walter zu den großen schottischen Magnaten aufgestiegen. Seine Stellung verdeutlichte er durch den Bau bzw. Ausbau von Renfrew und Dundonald Castle sowie durch die Gründung von Paisley Priory. Hierfür holte er um 1163 Mönche aus der Wenlock Priory in Shropshire nach Schottland und bedachte sie mit reichlich Grundbesitz. Vor seinem Tod bedachte er auch Melrose Abbey mit Mauchline. 1164 wurde unter seiner Führung ein Einfall der Wikinger aus dem Königreich der Inseln unter Somerled nach Renfrewshire zurückgeschlagen.

## Ehe und Nachkommen
Walter heiratete Eschina de Molle, die aus seiner südschottischen Familie stammte. Sie war die Witwe von Robert de Croc und eine Tochter von Thomas de Londoniis, als Erbin ihres Vaters brachte sie Besitzungen in Roxburghshire mit in die Ehe. Mit ihr hatte er mindestens einen Sohn und eine Tochter:
- Alan fitz Walter (um 1150–1204);
- Marjory FitzAlan ⚭ Robert de Montgomery († um 1179), Sohn des Arnulf de Montgomery.

Möglicherweise hatte er einen namentlich nicht bekannten weiteren Sohn, auf den sich die englische Familienlinie der Stuarts of Hartley Mauduit zurückführt.